# Van Morrison/Diskografie
Diese Diskografie ist eine Übersicht über die musikalischen Werke des nordirischen Musikers, Sängers und Komponisten Van Morrison. Den Schallplattenauszeichnungen zufolge hat er bisher mehr als 21,8 Millionen Tonträger verkauft, davon alleine in seiner Heimat über 6,1 Millionen. Seine erfolgreichste Veröffentlichung ist die Kompilation The Best of mit über 5,2 Millionen verkauften Einheiten.

## Alben

### Studioalben
| Jahr | Titel                            | Höchstplatzierung, Gesamtwochen, AuszeichnungChartplatzierungen (Jahr, Titel, Platzierungen, Wochen, Auszeichnungen, Anmerkungen) | Höchstplatzierung, Gesamtwochen, AuszeichnungChartplatzierungen (Jahr, Titel, Platzierungen, Wochen, Auszeichnungen, Anmerkungen) | Höchstplatzierung, Gesamtwochen, AuszeichnungChartplatzierungen (Jahr, Titel, Platzierungen, Wochen, Auszeichnungen, Anmerkungen) | Höchstplatzierung, Gesamtwochen, AuszeichnungChartplatzierungen (Jahr, Titel, Platzierungen, Wochen, Auszeichnungen, Anmerkungen) | Höchstplatzierung, Gesamtwochen, AuszeichnungChartplatzierungen (Jahr, Titel, Platzierungen, Wochen, Auszeichnungen, Anmerkungen) | Anmerkungen                                           |
| Jahr | Titel                            | DE | AT | CH | UK | US | Anmerkungen                                           |
| ---- | -------------------------------- | --- | --- | --- | --- | --- | ----------------------------------------------------- |
| 1967 | Blowin’ Your Mind!               | — | — | — | — | US182 (7 Wo.)US | Erstveröffentlichung: September 1967                  |
| 1968 | Astral Weeks                     | — | — | — | UK55 Platin · (1 Wo.)UK | US— GoldUS | Erstveröffentlichung: 29. November 1968               |
| 1970 | Moondance                        | DE56 (1 Wo.)DE | — | — | UK32 Platin · (3 Wo.)UK | US29 ×3Dreifachplatin · (23 Wo.)US                                                                                                | Erstveröffentlichung: 27. Januar 1970                 |
| 1970 | His Band and the Street Choir    | — | — | — | UK18 (6 Wo.)UK | US32 (17 Wo.)US | Erstveröffentlichung: 15. November 1970               |
| 1971 | Tupelo Honey                     | — | — | — | — | US27 Gold · (24 Wo.)US | Erstveröffentlichung: 15. Oktober 1971                |
| 1972 | Saint Dominic’s Preview          | — | — | — | — | US15 (28 Wo.)US | Erstveröffentlichung: Juli 1972                       |
| 1973 | Hard Nose the Highway            | — | — | — | UK22 (3 Wo.)UK | US27 (19 Wo.)US | Erstveröffentlichung: August 1973                     |
| 1974 | Veedon Fleece                    | — | — | — | UK41 Silber · (1 Wo.)UK | US53 (10 Wo.)US | Erstveröffentlichung: 5. Oktober 1974                 |
| 1977 | A Period of Transition           | — | — | — | UK23 (5 Wo.)UK | US43 (11 Wo.)US | Erstveröffentlichung: April 1977                      |
| 1978 | Wavelength                       | — | — | — | UK27 Silber · (6 Wo.)UK | US28 (23 Wo.)US | Erstveröffentlichung: September 1978                  |
| 1979 | Into the Music                   | — | — | — | UK21 Silber · (9 Wo.)UK | US43 (13 Wo.)US | Erstveröffentlichung: August 1979                     |
| 1980 | Common One                       | — | — | — | UK53 (3 Wo.)UK | US73 (10 Wo.)US | Erstveröffentlichung: August 1980                     |
| 1982 | Beautiful Vision                 | — | — | — | UK31 (14 Wo.)UK | US44 (11 Wo.)US | Erstveröffentlichung: 16. Februar 1982                |
| 1983 | Inarticulate Speech of the Heart | — | — | — | UK24 (8 Wo.)UK | US116 (8 Wo.)US | Erstveröffentlichung: März 1983                       |
| 1985 | A Sense of Wonder                | DE53 (3 Wo.)DE | — | CH30 (1 Wo.)CH | UK25 (5 Wo.)UK | US61 (17 Wo.)US | Erstveröffentlichung: Januar 1985                     |
| 1986 | No Guru, No Method, No Teacher   | DE46 (4 Wo.)DE | — | — | UK27 (5 Wo.)UK | US70 (13 Wo.)US | Erstveröffentlichung: Juli 1986                       |
| 1987 | Poetic Champions Compose         | DE53 (2 Wo.)DE | — | — | UK26 (6 Wo.)UK | US90 (22 Wo.)US | Erstveröffentlichung: September 1987                  |
| 1989 | Avalon Sunset                    | DE35 (12 Wo.)DE | — | — | UK13 Gold · (14 Wo.)UK | US91 Gold · (39 Wo.)US | Erstveröffentlichung: 19. Mai 1989                    |
| 1990 | Enlightenment                    | DE43 (9 Wo.)DE | — | — | UK5 Gold · (14 Wo.)UK | US62 (25 Wo.)US | Erstveröffentlichung: Oktober 1990                    |
| 1991 | Hymns to the Silence             | DE27 (10 Wo.)DE | — | CH34 (3 Wo.)CH | UK5 Silber · (6 Wo.)UK | US99 Gold · (17 Wo.)US | Erstveröffentlichung: September 1991                  |
| 1993 | Too Long in Exile                | DE47 (9 Wo.)DE | — | CH17 (6 Wo.)CH | UK4 Silber · (9 Wo.)UK | US29 (16 Wo.)US | Erstveröffentlichung: 8. Juni 1993                    |
| 1995 | Days Like This                   | DE49 (9 Wo.)DE | AT49 (1 Wo.)AT | CH39 (4 Wo.)CH | UK5 Gold · (19 Wo.)UK | US33 Gold · (16 Wo.)US | Erstveröffentlichung: 5. Juni 1995                    |
| 1997 | The Healing Game                 | DE12 (11 Wo.)DE | AT18 (1 Wo.)AT | CH43 (4 Wo.)CH | UK10 Silber · (8 Wo.)UK | US32 (16 Wo.)US | Erstveröffentlichung: 4. März 1997                    |
| 1999 | Back on Top                      | DE20 (11 Wo.)DE | AT28 (8 Wo.)AT | CH42 (3 Wo.)CH | UK11 Gold · (16 Wo.)UK | US28 Gold · (20 Wo.)US | Erstveröffentlichung: 9. März 1999                    |
| 2002 | Down the Road                    | DE10 (11 Wo.)DE | AT5 (13 Wo.)AT | CH36 (6 Wo.)CH | UK6 Silber · (6 Wo.)UK | US25 (12 Wo.)US | Erstveröffentlichung: 14. Mai 2002                    |
| 2003 | What’s Wrong with This Picture?  | DE13 (6 Wo.)DE | AT29 (3 Wo.)AT | CH65 (2 Wo.)CH | UK43 (3 Wo.)UK | US32 (10 Wo.)US | Erstveröffentlichung: 21. Oktober 2003                |
| 2005 | Magic Time                       | DE12 (7 Wo.)DE | AT21 (5 Wo.)AT | CH45 (3 Wo.)CH | UK3 Gold · (8 Wo.)UK | US25 (13 Wo.)US | Erstveröffentlichung: 17. Mai 2005                    |
| 2006 | Pay the Devil                    | DE21 (4 Wo.)DE | AT31 (2 Wo.)AT | CH55 (2 Wo.)CH | UK8 Silber · (6 Wo.)UK | US26 (12 Wo.)US | Erstveröffentlichung: 6. März 2006                    |
| 2008 | Keep It Simple                   | DE12 (7 Wo.)DE | AT26 (3 Wo.)AT | CH55 (2 Wo.)CH | UK10 (7 Wo.)UK | US10 (10 Wo.)US | Erstveröffentlichung: 17. März 2008                   |
| 2012 | Born to Sing: No Plan B          | DE15 (4 Wo.)DE | AT10 (6 Wo.)AT | CH33 (4 Wo.)CH | UK15 (3 Wo.)UK | US10 (7 Wo.)US | Erstveröffentlichung: 2. Oktober 2012                 |
| 2015 | Duets: Re-working the Catalogue  | DE11 (8 Wo.)DE | AT12 (8 Wo.)AT | CH14 (5 Wo.)CH | UK5 Silber · (12 Wo.)UK | US23 (4 Wo.)US | Erstveröffentlichung: 13. März 2015                   |
| 2016 | Keep Me Singing                  | DE6 (6 Wo.)DE | AT4 (5 Wo.)AT | CH12 (5 Wo.)CH | UK4 (12 Wo.)UK | US9 (3 Wo.)US | Erstveröffentlichung: 30. September 2016              |
| 2017 | The Revenge Album 67             | — | — | — | — | — | Erstveröffentlichung: 28. April 2017 aufgenommen 1968 |
| 2017 | Roll with the Punches            | DE5 (5 Wo.)DE | AT9 (5 Wo.)AT | CH9 (5 Wo.)CH | UK4 (6 Wo.)UK | US23 (2 Wo.)US | Erstveröffentlichung: 22. September 2017              |
| 2017 | Versatile                        | DE35 (2 Wo.)DE | AT26 (3 Wo.)AT | CH80 (1 Wo.)CH | UK38 (2 Wo.)UK | US119 (1 Wo.)US | Erstveröffentlichung: 1. Dezember 2017                |
| 2018 | The Prophet Speaks               | DE22 (3 Wo.)DE | AT23 (2 Wo.)AT | CH34 (2 Wo.)CH | UK40 (2 Wo.)UK | US110 (1 Wo.)US | Erstveröffentlichung: 7. Dezember 2018                |
| 2019 | Three Chords & the Truth         | DE11 (7 Wo.)DE | AT8 (3 Wo.)AT | CH15 (6 Wo.)CH | UK13 (3 Wo.)UK | US57 (1 Wo.)US | Erstveröffentlichung: 25. Oktober 2019                |
| 2021 | Latest Record Project, Volume 1  | DE3 (4 Wo.)DE | AT4 (3 Wo.)AT | CH6 (2 Wo.)CH | UK5 (2 Wo.)UK | US182 (1 Wo.)US | Erstveröffentlichung: 7. Mai 2021                     |
| 2022 | What’s It Gonna Take?            | DE8 (3 Wo.)DE | AT9 (2 Wo.)AT | CH7 (4 Wo.)CH | UK62 (1 Wo.)UK | — | Erstveröffentlichung: 20. Mai 2022                    |
| 2023 | Moving on Skiffle                | DE11 (2 Wo.)DE | AT5 (3 Wo.)AT | CH18 (2 Wo.)CH | UK16 (1 Wo.)UK | — | Erstveröffentlichung: 10. März 2023                   |
| 2023 | Accentuate the Positive          | DE21 (1 Wo.)DE | AT11 (1 Wo.)AT | CH22 (2 Wo.)CH | UK39 (1 Wo.)UK | — | Erstveröffentlichung: 3. November 2023                |
| 2025 | Remembering Now                  | DE6 (2 Wo.)DE | AT7 (3 Wo.)AT | CH8 (2 Wo.)CH | UK11 (1 Wo.)UK | — | Erstveröffentlichung: 13. Juni 2025                   |

grau schraffiert: keine Chartdaten aus diesem Jahr verfügbar

### Gemeinschaftsalben
| Jahr | Titel                            | Höchstplatzierung, Gesamtwochen, AuszeichnungChartplatzierungen (Jahr, Titel, Platzierungen, Wochen, Auszeichnungen, Anmerkungen) | Höchstplatzierung, Gesamtwochen, AuszeichnungChartplatzierungen (Jahr, Titel, Platzierungen, Wochen, Auszeichnungen, Anmerkungen) | Höchstplatzierung, Gesamtwochen, AuszeichnungChartplatzierungen (Jahr, Titel, Platzierungen, Wochen, Auszeichnungen, Anmerkungen) | Höchstplatzierung, Gesamtwochen, AuszeichnungChartplatzierungen (Jahr, Titel, Platzierungen, Wochen, Auszeichnungen, Anmerkungen) | Höchstplatzierung, Gesamtwochen, AuszeichnungChartplatzierungen (Jahr, Titel, Platzierungen, Wochen, Auszeichnungen, Anmerkungen) | Anmerkungen                                                |
| Jahr | Titel                            | DE | AT | CH | UK | US | Anmerkungen                                                |
| ---- | -------------------------------- | --- | --- | --- | --- | --- | ---------------------------------------------------------- |
| 1988 | Irish Heartbeat                  | DE62 (1 Wo.)DE | — | CH27 (1 Wo.)CH | UK18 (7 Wo.)UK | US102 (13 Wo.)US | Erstveröffentlichung: Juni 1988 mit The Chieftains         |
| 1995 | How Long Has This Been Going On? | DE83 (5 Wo.)DE | — | — | UK76 (3 Wo.)UK | US55 (11 Wo.)US | Erstveröffentlichung: Dezember 1995 mit Georgie Fame       |
| 1995 | You Win Again                    | DE47 (4 Wo.)DE | — | — | UK34 (3 Wo.)UK | US161 (2 Wo.)US | Erstveröffentlichung: 3. Oktober 2000 mit Linda Gail Lewis |
| 2018 | You’re Driving Me Crazy          | DE10 (4 Wo.)DE | AT11 (4 Wo.)AT | CH41 (3 Wo.)CH | UK20 (1 Wo.)UK | US76 (1 Wo.)US | Erstveröffentlichung: 27. April 2018 mit Joey DeFrancesco  |

Weitere Gemeinschaftsalben
- 1972: The Story of Them feat. Van Morrison (mit Them)
- 1996: Tell Me Something: The Songs of Mose Allison (mit Ben Sidran, Mose Allison & Georgie Fame)

### Livealben
| Jahr | Titel                                       | Höchstplatzierung, Gesamtwochen, AuszeichnungChartplatzierungen (Jahr, Titel, Platzierungen, Wochen, Auszeichnungen, Anmerkungen) | Höchstplatzierung, Gesamtwochen, AuszeichnungChartplatzierungen (Jahr, Titel, Platzierungen, Wochen, Auszeichnungen, Anmerkungen) | Höchstplatzierung, Gesamtwochen, AuszeichnungChartplatzierungen (Jahr, Titel, Platzierungen, Wochen, Auszeichnungen, Anmerkungen) | Höchstplatzierung, Gesamtwochen, AuszeichnungChartplatzierungen (Jahr, Titel, Platzierungen, Wochen, Auszeichnungen, Anmerkungen) | Höchstplatzierung, Gesamtwochen, AuszeichnungChartplatzierungen (Jahr, Titel, Platzierungen, Wochen, Auszeichnungen, Anmerkungen) | Anmerkungen                                                             |
| Jahr | Titel                                       | DE | AT | CH | UK | US | Anmerkungen                                                             |
| ---- | ------------------------------------------- | --- | --- | --- | --- | --- | ----------------------------------------------------------------------- |
| 1974 | It’s Too Late to Stop Now                   | DE28 (3 Wo.)DE | AT29 (1 Wo.)AT | CH59 (2 Wo.)CH | UK47 Silber · (1 Wo.)UK | US53 (18 Wo.)US | Erstveröffentlichung: 1. Februar 1974                                   |
| 1984 | Live at the Grand Opera House Belfast       | DE56 (4 Wo.)DE | — | — | UK47 (4 Wo.)UK | — | Erstveröffentlichung: Februar 1984                                      |
| 1994 | A Night in San Francisco                    | DE73 (6 Wo.)DE | — | — | UK8 (5 Wo.)UK | US125 (4 Wo.)US | Erstveröffentlichung: 17. Mai 1994                                      |
| 2000 | The Skiffle Sessions – Live in Belfast 1998 | DE80 (2 Wo.)DE | — | — | UK14 (4 Wo.)UK | — | Erstveröffentlichung: 18. Januar 2000 mit Lonnie Donegan & Chris Barber |
| 2009 | Astral Weeks – Live at the Hollywood Bowl   | DE45 (7 Wo.)DE | AT36 (4 Wo.)AT | — | UK61 (3 Wo.)UK | US33 (6 Wo.)US | Erstveröffentlichung: 9. Februar 2009                                   |

grau schraffiert: keine Chartdaten aus diesem Jahr verfügbar
Weitere Livealben
- 2006: Live at Austin City Limits Festival

### Kompilationen
| Jahr | Titel                                        | Höchstplatzierung, Gesamtwochen, AuszeichnungChartplatzierungen (Jahr, Titel, Platzierungen, Wochen, Auszeichnungen, Anmerkungen) | Höchstplatzierung, Gesamtwochen, AuszeichnungChartplatzierungen (Jahr, Titel, Platzierungen, Wochen, Auszeichnungen, Anmerkungen) | Höchstplatzierung, Gesamtwochen, AuszeichnungChartplatzierungen (Jahr, Titel, Platzierungen, Wochen, Auszeichnungen, Anmerkungen) | Höchstplatzierung, Gesamtwochen, AuszeichnungChartplatzierungen (Jahr, Titel, Platzierungen, Wochen, Auszeichnungen, Anmerkungen) | Höchstplatzierung, Gesamtwochen, AuszeichnungChartplatzierungen (Jahr, Titel, Platzierungen, Wochen, Auszeichnungen, Anmerkungen) | Anmerkungen                              |
| Jahr | Titel                                        | DE | AT | CH | UK | US | Anmerkungen                              |
| ---- | -------------------------------------------- | --- | --- | --- | --- | --- | ---------------------------------------- |
| 1973 | T.B. Sheets                                  | — | — | — | — | US181 (4 Wo.)US | Erstveröffentlichung: 1973               |
| 1990 | The Best of                                  | — | — | — | UK4 ×2Doppelplatin · (174 Wo.)UK                                                                                                  | US41 ×4Vierfachplatin · (242 Wo.)US                                                                                               | Erstveröffentlichung: Januar 1990        |
| 1993 | The Best of: Volume Two                      | — | — | — | UK— SilberUK | US176 (3 Wo.)US | Erstveröffentlichung: 9. März 1993       |
| 1998 | The Philosopher’s Stone                      | DE52 (7 Wo.)DE | — | — | UK20 (5 Wo.)UK | US87 (4 Wo.)US | Erstveröffentlichung: 16. Juni 1998      |
| 2007 | Van Morrison at the Movies – Soundtrack Hits | DE63 (3 Wo.)DE | AT34 (4 Wo.)AT | CH98 (1 Wo.)CH | UK17 Silber · (7 Wo.)UK | US35 (17 Wo.)US | Erstveröffentlichung: 12. Februar 2007   |
| 2007 | The Best of: Volume 3                        | — | — | — | UK23 (3 Wo.)UK | US149 (1 Wo.)US | Erstveröffentlichung: 11. Juni 2007      |
| 2007 | Still on Top – The Greatest Hits             | — | AT67 (1 Wo.)AT | CH96 (1 Wo.)CH | UK2 Platin · (12 Wo.)UK | US48 (26 Wo.)US | Erstveröffentlichung: 22. Oktober 2007   |
| 2015 | The Essential                                | — | — | — | UK33 Gold · (2 Wo.)UK | US101 (1 Wo.)US | Erstveröffentlichung: 28. August 2015    |
| 2024 | New Arrangements and Duets                   | DE26 (1 Wo.)DE | AT20 (1 Wo.)AT | — | — | — | Erstveröffentlichung: 27. September 2024 |

grau schraffiert: keine Chartdaten aus diesem Jahr verfügbar
Weitere Kompilationen
- 1982: This Is Where I Came In
- 1996: The Best of: Vol 1 & 2
- 2000: The Great Van Morrison
- 2017: The Authorized Bang Collection (inkl. The Revenge Album)

### Remixalben
- 2018: The Alternative Moondance

## Singles
| Jahr | Titel Album                                                               | Höchstplatzierung, Gesamtwochen, AuszeichnungChartplatzierungen (Jahr, Titel, Album, Platzierungen, Wochen, Auszeichnungen, Anmerkungen) | Höchstplatzierung, Gesamtwochen, AuszeichnungChartplatzierungen (Jahr, Titel, Album, Platzierungen, Wochen, Auszeichnungen, Anmerkungen) | Höchstplatzierung, Gesamtwochen, AuszeichnungChartplatzierungen (Jahr, Titel, Album, Platzierungen, Wochen, Auszeichnungen, Anmerkungen) | Höchstplatzierung, Gesamtwochen, AuszeichnungChartplatzierungen (Jahr, Titel, Album, Platzierungen, Wochen, Auszeichnungen, Anmerkungen) | Höchstplatzierung, Gesamtwochen, AuszeichnungChartplatzierungen (Jahr, Titel, Album, Platzierungen, Wochen, Auszeichnungen, Anmerkungen) | Anmerkungen                                                          |
| Jahr | Titel Album                                                               | DE | AT | CH | UK | US | Anmerkungen                                                          |
| ---- | ------------------------------------------------------------------------- | --- | --- | --- | --- | --- | -------------------------------------------------------------------- |
| 1967 | Brown Eyed Girl Blowin’ Your Mind                                         | — | — | — | UK60 ×4Vierfachplatin · (5 Wo.)UK | US10 Gold + Platin (Mastertone) · (16 Wo.)US                                                                                             | Erstveröffentlichung: Juni 1967                                      |
| 1970 | Come Running Moondance                                                    | — | — | — | — | US39 (8 Wo.)US | Erstveröffentlichung: März 1970                                      |
| 1970 | Domino His Band and the Street Choir                                      | — | — | — | — | US9 (12 Wo.)US | Erstveröffentlichung: Oktober 1970                                   |
| 1971 | Blue Money His Band and the Street Choir                                  | — | — | — | — | US23 (12 Wo.)US | Erstveröffentlichung: Januar 1971                                    |
| 1971 | Call Me Up in Dreamland His Band and the Street Choir                     | — | — | — | — | US95 (2 Wo.)US | Erstveröffentlichung: Mai 1971                                       |
| 1971 | Wild Night Tupelo Honey                                                   | — | — | — | — | US28 (11 Wo.)US | Erstveröffentlichung: Oktober 1971                                   |
| 1971 | Tupelo Honey                                                              | — | — | — | — | US47 (8 Wo.)US | Erstveröffentlichung: Dezember 1971                                  |
| 1972 | Jackie Wilson Said (I'm in Heaven When You Smile) Saint Dominic's Preview | — | — | — | — | US61 (6 Wo.)US | Erstveröffentlichung: Juli 1972                                      |
| 1972 | Redwood Tree Saint Dominic's Preview                                      | — | — | — | — | US98 (2 Wo.)US | Erstveröffentlichung: Oktober 1972                                   |
| 1977 | Moondance                                                                 | — | — | — | UK— GoldUK | US92 (4 Wo.)US | Erstveröffentlichung: November 1977                                  |
| 1978 | Wavelength                                                                | — | — | — | — | US42 (11 Wo.)US | Erstveröffentlichung: September 1978                                 |
| 1979 | Bright Side of the Road Into the Music                                    | — | — | — | UK63 Silber · (3 Wo.)UK | — | Erstveröffentlichung: September 1979                                 |
| 1983 | Cry For Home Inarticulate Speech of the Heart                             | — | — | — | UK98 (2 Wo.)UK | — | Erstveröffentlichung: Februar 1983                                   |
| 1989 | Have I Told You Lately Avalon Sunset                                      | — | — | — | UK71 Silber · (7 Wo.)UK | — | Erstveröffentlichung: Juni 1989                                      |
| 1989 | Whenever God Shines His Light Avalon Sunset                               | — | — | — | UK20 (6 Wo.)UK | — | Erstveröffentlichung: November 1989 mit Cliff Richard                |
| 1990 | Coney Island Avalon Sunset                                                | — | — | — | UK76 (2 Wo.)UK | — | Erstveröffentlichung: Februar 1990                                   |
| 1990 | Real Real Gone Enlightenment                                              | — | — | — | UK79 (3 Wo.)UK | — | Erstveröffentlichung: September 1990                                 |
| 1990 | In The Days Before Rock ’N’ Roll Enlightenment                            | — | — | — | UK94 (1 Wo.)UK | — | Erstveröffentlichung: November 1990                                  |
| 1993 | Gloria Too Long in Exile                                                  | — | — | — | UK31 (3 Wo.)UK | — | Erstveröffentlichung: Mai 1993 mit John Lee Hooker                   |
| 1995 | Days Like This                                                            | — | — | — | UK65 Silber · (2 Wo.)UK | — | Erstveröffentlichung: Mai 1995                                       |
| 1995 | No Religion Days Like This                                                | — | — | — | UK54 (2 Wo.)UK | — | Erstveröffentlichung: November 1995                                  |
| 1996 | That’s Life How Long Has This Been Going On                               | — | — | — | UK92 (1 Wo.)UK | — | Erstveröffentlichung: Februar 1996 mit Georgie Fame                  |
| 1997 | The Healing Game                                                          | — | — | — | UK46 (2 Wo.)UK | — | Erstveröffentlichung: Februar 1997                                   |
| 1999 | Precious Time Back on Top                                                 | — | — | — | UK36 (2 Wo.)UK | — | Erstveröffentlichung: Februar 1999                                   |
| 1999 | Back on Top                                                               | — | — | — | UK69 (2 Wo.)UK | — | Erstveröffentlichung: Mai 1999                                       |
| 2000 | I Wanna Go Home (Live) The Skiffle Sessions – Live in Belfast 1998        | — | — | — | UK95 (1 Wo.)UK | — | Erstveröffentlichung: Februar 2000 mit Lonnie Donegan & Chris Barber |
| 2000 | Let’s Talk About Us You Win Again                                         | — | — | — | UK85 (1 Wo.)UK | — | Erstveröffentlichung: September 2000 mit Linda Gail Lewis            |
| 2002 | Hey Mr. DJ Down the Road                                                  | — | — | — | UK58 (2 Wo.)UK | — | Erstveröffentlichung: Mai 2002                                       |

grau schraffiert: keine Chartdaten aus diesem Jahr verfügbar
Weitere Singles
- 1967: Ro Ro Rosey
- 1967: Spanish Rose
- 1972: (Straight to Your Heart) Like a Cannonball
- 1973: Gypsy
- 1973: Warm Love
- 1973: Bein’ Green
- 1974: Ain’t Nothing You Can Do
- 1974: Bulbs
- 1974: Caldonia
- 1974: Gloria (Live)
- 1977: The Eternal Kansas City
- 1977: Joyous Sound
- 1979: Natalia
- 1979: Kingdom Hall
- 1979: Full Force Gale
- 1980: You Make Me Feel So Free
- 1982: Cleaning Windows
- 1982: Scandinavia
- 1983: Celtic Swing
- 1984: Dweller on the Threshold
- 1984: A Sense of Wonder
- 1985: Tore Down a la Rimbaud
- 1986: Ivory Tower
- 1986: Got to Go Back
- 1987: Did Ye Get Healed?
- 1987: Someone like You
- 1988: Queen of the Slipstream
- 1988: I’ll Tell Me Ma (mit The Chieftains)
- 1989: Orangefield
- 1990: Gloria
- 1991: Enlightenment
- 1991: I Can’t Stop Loving You (mit The Chieftains)
- 1991: Why Must I Always Explain?
- 1995: Have I Told You Lately (mit The Chieftains)
- 1995: Perfect Fit
- 1995: No Religion
- 1997: Rough God Goes Riding
- 1999: Philosopher’s Stone
- 2002: Meet Me in the Indian Summer
- 2003: Once in a Blue Moon
- 2004: Crazy Love (mit Ray Charles)
- 2004: Evening in June
- 2005: Celtic New Year
- 2006: Playhouse
- 2006: And It Stoned Me (Live)
- 2006: Cry for Home (mit Tom Jones)
- 2007: Blue and Green
- 2008: Soul (Live)
- 2008: That’s Entrainment
- 2012: Open the Door (To Your Heart)
- 2016: Every Time I See a River
- 2018: Close Enough for Jazz (mit Joey DeFrancesco)
- 2018: Ain’t Gonna Moan No More
- 2025: Down to Joy
- 2025: Cutting Corners

## Videoalben
| Jahr | Titel                      | Höchstplatzierung, Gesamtwochen, AuszeichnungChartplatzierungen (Jahr, Titel, Platzierungen, Wochen, Auszeichnungen, Anmerkungen) | Höchstplatzierung, Gesamtwochen, AuszeichnungChartplatzierungen (Jahr, Titel, Platzierungen, Wochen, Auszeichnungen, Anmerkungen) | Höchstplatzierung, Gesamtwochen, AuszeichnungChartplatzierungen (Jahr, Titel, Platzierungen, Wochen, Auszeichnungen, Anmerkungen) | Höchstplatzierung, Gesamtwochen, AuszeichnungChartplatzierungen (Jahr, Titel, Platzierungen, Wochen, Auszeichnungen, Anmerkungen) | Höchstplatzierung, Gesamtwochen, AuszeichnungChartplatzierungen (Jahr, Titel, Platzierungen, Wochen, Auszeichnungen, Anmerkungen) | Anmerkungen                                          |
| Jahr | Titel                      | DE | AT | CH | UK | US | Anmerkungen                                          |
| ---- | -------------------------- | --- | --- | --- | --- | --- | ---------------------------------------------------- |
| 2006 | Live at Montreux 1980/1974 | — | — | — | UK1 (1 Wo.)UK | US18 (1 Wo.)US | Erstveröffentlichung: 16. Oktober 2006 DVD           |
| 2018 | In Concert                 | — | — | — | UK2 (14 Wo.)UK | — | Erstveröffentlichung: 16. Februar 2018 Blu-Ray / DVD |

Weitere Videoalben
- 1980: In Ireland (VHS-Video)
- 1990: Van Morrison: The Concert (Laser Disc / VHS)
- 2009: Astral Weeks Live at the Hollywood Bowl: The Concert Film (DVD)
- 2014: Live in Austin, Texas 2006 (DVD)

## Boxsets
- 2016: ..It’s Too Late To Stop Now: Volumes II, III, IV & DVD

## Statistik

### Chartauswertung
|                     | DE     | AT     | CH     | UK     | US     |
| ------------------- | ------ | ------ | ------ | ------ | ------ |
| Nummer-eins-Alben   | DE—DE  | AT—AT  | CH—CH  | UK—UK  | US—US  |
| Top-10-Alben        | DE6DE  | AT9AT  | CH4CH  | UK16UK | US3US  |
| Alben in den Charts | DE40DE | AT26AT | CH28CH | UK53UK | US52US |

|                       | DE    | AT    | CH    | UK     | US     |
| --------------------- | ----- | ----- | ----- | ------ | ------ |
| Nummer-eins-Singles   | DE—DE | AT—AT | CH—CH | UK—UK  | US—US  |
| Top-10-Singles        | DE—DE | AT—AT | CH—CH | UK—UK  | US2US  |
| Singles in den Charts | DE—DE | AT—AT | CH—CH | UK18UK | US11US |

|                          | DE    | AT    | CH    | UK    | US    |
| ------------------------ | ----- | ----- | ----- | ----- | ----- |
| Nummer-eins-Videoalben   | DE—DE | AT—AT | CH—CH | UK1UK | US—US |
| Top-10-Videoalben        | DE—DE | AT—AT | CH—CH | UK2UK | US—US |
| Videoalben in den Charts | DE—DE | AT—AT | CH—CH | UK2UK | US1US |

### Auszeichnungen für Musikverkäufe
| Silberne Schallplatte - Vereinigtes Königreich - 2024: für das Lied Crazy Love Goldene Schallplatte - Australien - 1982: für das Album Beautiful Vision - 1993: für das Album Too Long in Exile - 2002: für das Album Down the Road - 2008: für das Album The Great Van Morrison - 2008: für das Album Still on Top – The Greatest Hits - 2022: für das Album The Essential - Irland - 2007: für das Album Van Morrison at the Movies – Soundtrack Hits - Italien - 2024: für die Single Brown Eyed Girl - Kanada - 1988: für das Album Poetic Champions Compose - 1989: für das Album Avalon Sunset - 1990: für das Album Enlightenment - 1994: für das Album Too Long in Exile - 1999: für das Album Back on Top - Neuseeland - 1988: für das Album Poetic Champions Compose - 1991: für das Album Enlightenment - 1995: für das Album Days Like This - 1997: für das Album The Healing Game - 2007: für das Album Van Morrison at the Movies – Soundtrack Hits - 2008: für das Album Still on Top – The Greatest Hits - 2008: für das Videoalbum Live at Montreux - 2024: für das Album The Essential - Niederlande - 1990: für das Album Avalon Sunset - Norwegen - 1994: für das Album Too Long in Exile - 1999: für das Album Back on Top - Schweden - 2008: für das Album Still on Top – The Greatest Hits - Spanien - 1999: für das Album Back on Top - 2001: für das Album Astral Weeks - 2005: für das Album Moondance - 2024: für die Single Brown Eyed Girl - Vereinigtes Königreich - 2024: für das Lied Into The Mystic | Platin-Schallplatte - Australien - 2006: für das Videoalbum Live at Montreux - Dänemark - 2025: für die Single Brown Eyed Girl - Irland - 2006: für das Videoalbum Live at Montreux - 2007: für das Album Still on Top – The Greatest Hits - Kanada - 1992: für das Album Hymns to the Silence - 2008: für das Videoalbum Live at Montreux - Neuseeland - 1988: für das Album Irish Heartbeat - 1989: für das Album Avalon Sunset - 1993: für das Album The Best of: Volume Two - 1994: für das Album Too Long in Exile - 1999: für das Album Back on Top - 2021: für die Single Moondance - 2024: für das Album Blowin’ Your Mind! - Norwegen - 1998: für das Album The Best of 2× Platin-Schallplatte - Kanada - 1993: für das Album The Best of - Neuseeland - 1990: für das Album Inarticulate Speech of the Heart - 2024: für das Lied Into The Mystic 5× Platin-Schallplatte - Australien - 1995: für das Album The Best of 6× Platin-Schallplatte - Neuseeland - 2002: für das Album The Best of 8× Platin-Schallplatte - Neuseeland - 2025: für die Single Brown Eyed Girl |

Anmerkung: Auszeichnungen in Ländern aus den Charttabellen bzw. Chartboxen sind in ebendiesen zu finden.
| Land/RegionAuszeichnungen für Musikverkäufe (Land/Region, Auszeichnungen, Verkäufe, Quellen) | Silber       | Gold       | Platin       | Verkäufe   | Quellen                                                    |
| -------------------------------------------------------------------------------------------- | ------------ | ---------- | ------------ | ---------- | ---------------------------------------------------------- |
| Australien (ARIA)                                                                            | —            | 6× Gold6   | 6× Platin6   | 560.000    | aria.com.au                                                |
| Dänemark (IFPI)                                                                              | —            | —          | Platin1      | 90.000     | ifpi.dk                                                    |
| Irland (IRMA)                                                                                | —            | Gold1      | 2× Platin2   | 26.500     | irishcharts.ie                                             |
| Italien (FIMI)                                                                               | —            | Gold1      | —            | 50.000     | fimi.it                                                    |
| Kanada (MC)                                                                                  | —            | 5× Gold5   | 4× Platin4   | 560.000    | musiccanada.com                                            |
| Neuseeland (RMNZ)                                                                            | —            | 8× Gold8   | 25× Platin25 | 635.000    | aotearoamusiccharts.co.nz NZ2 NZ3                          |
| Niederlande (NVPI)                                                                           | —            | Gold1      | —            | 50.000     | nvpi.nl                                                    |
| Norwegen (IFPI)                                                                              | —            | 2× Gold2   | Platin1      | 100.000    | ifpi.no (Memento vom 5. November 2012 im Internet Archive) |
| Schweden (IFPI)                                                                              | —            | Gold1      | —            | 20.000     | sverigetopplistan.se                                       |
| Spanien (Promusicae)                                                                         | —            | 4× Gold4   | —            | 180.000    | elportaldemusica.es                                        |
| Vereinigte Staaten (RIAA)                                                                    | —            | 7× Gold7   | 10× Platin10 | 12.600.000 | riaa.com                                                   |
| Vereinigtes Königreich (BPI)                                                                 | 16× Silber16 | 8× Gold8   | 9× Platin9   | 6.960.000  | bpi.co.uk                                                  |
| Insgesamt                                                                                    | 16× Silber16 | 44× Gold44 | 58× Platin58 |            |                                                            |